# Destruction de la statue du Square Firdos

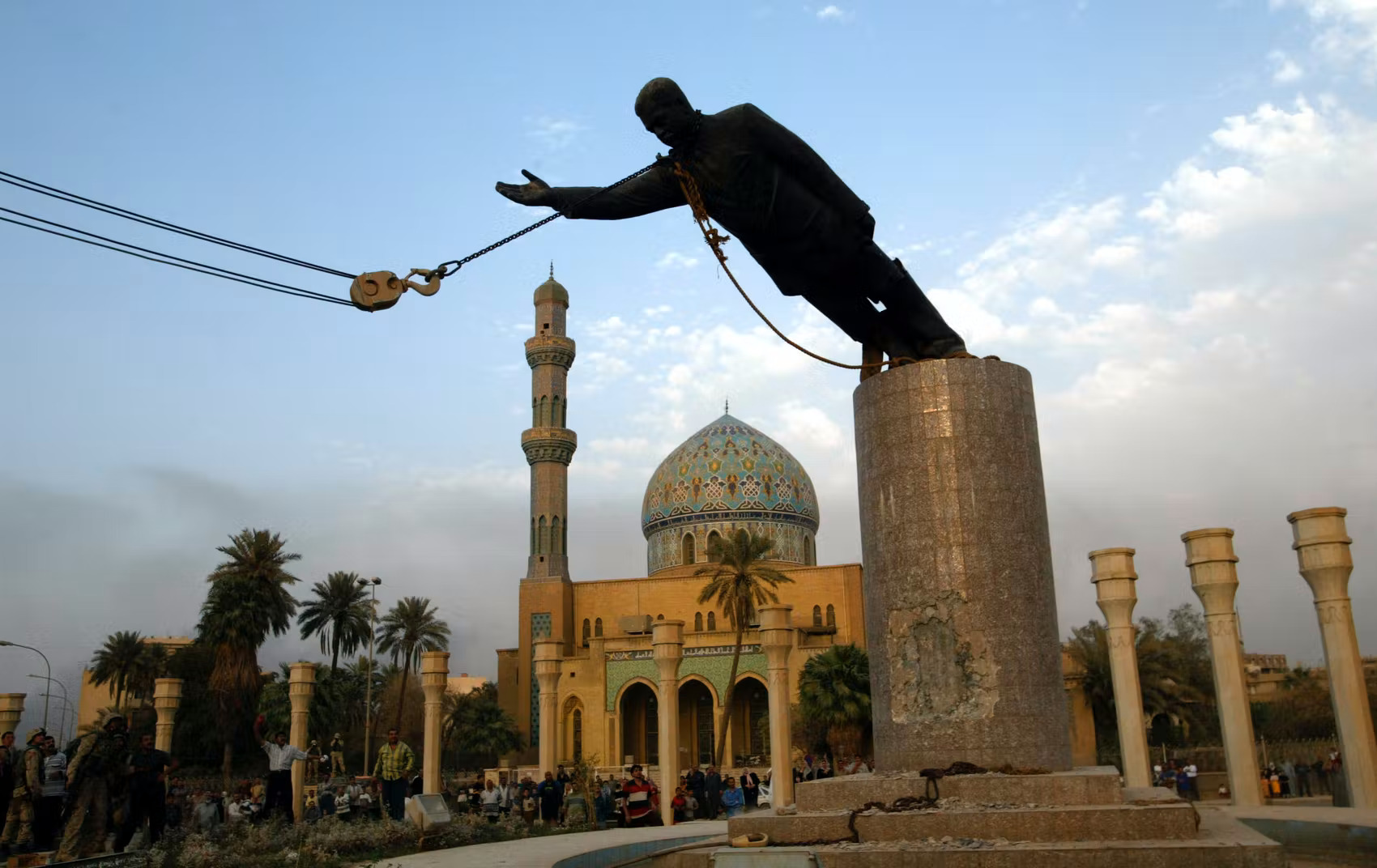
La statue de Saddam Hussein renversée.

La destruction de la statue du Square Firdos survient le 9 avril 2003 lorsque la statue représentant le dictateur irakien Saddam Hussein érigée sur le Square Firdos de Bagdad est détruite par des citoyens irakiens accompagnés par quelques soldats de l'armée américaine présents dans le cadre de l'invasion américaine de l'Irak. L'évènement est largement suivi par les médias internationaux, qui se servent de cette image pour illustrer la chute du régime de Hussein.
Les représentants du gouvernement américain et des journalistes, s'appuyant sur des preuves photos et vidéos d'Irakiens déboulonnant et détruisant la statue à la masse, déclarent que cette destruction symbolise la victoire des États-Unis sur l'autoritarisme irakien. En réalité, cet évènement marque le début d'une série de protestations citoyennes dans le pays contre la présence des militaires américains. Une analyse journalistique menée a posteriori par ProPublica et The New Yorker conclut que les médias ont volontairement exagéré l'enthousiasme de la foule et encouragé les citoyens à jouer le jeu pour les caméras. En conséquence, une invasion militaire violente est apparue aux yeux du monde entier comme la libération d'un peuple qui est heureux de l'arrivée de son libérateur.

## Déroulé des évènements
La statue représentant Saddam Hussein mesurait 12 mètres de haut, et avait été érigée en avril 2002 à l'occasion de l'anniversaire du dirigeant.
Dans l'après-midi du 9 avril 2003, un groupe de citoyens irakiens attaque la statue. Lorsque l'haltérophile Kadhem Sharif Al-Jabbouri tente de détruire la base de la statue avec une masse, les médias commencent à filmer la scène. Peu après, une unité avancée du 3e bataillon du 4e corps des marines de l'armée américaine arrive sur le square afin de le sécuriser et entre en contact avec les journalistes étrangers qui avaient pris position dans le Palestine Hotel situé sur le square. Après quelques heures, les soldats américains font chuter la statue après l'avoir tirée avec un M88 Recovery Vehicle.
D'après le livre Shooter, le plan initial était d'attacher un câble entre le M88 et le torse de la statue. Une personne dans le public aurait ensuite averti que si le câble venait à céder, il pourrait blesser voire tuer des spectateurs. La méthode alternative qui a été utilisée a été d'enrouler une chaîne autour du cou de la statue. Enfin, le M88 parvient à renverser la statue, après quoi des citoyens irakiens attaquent la statue et finissent par la décapiter avant de la transporter dans les rues de la ville en la frappant avec leurs pieds. Alors que les images de la destruction de la statue étaient interprétées par les médias comme la chute du régime irakien, le ministre de l'Information Mohamed Saïd al-Sahhaf a réfuté catégoriquement ces allégations, soutenant que l'Irak était en phase de remporter la guerre.
Une sculpture verte dessinée par Bassem Hamad al-Dawiri, symbolisant l'unité de l'Irak, est installée sur la stèle vide en juin 2003, où elle est restée jusqu'à sa démolition en 2013.

## Récits contradictoires
Alors que l'évènement était largement médiatisé, plusieurs doutes quant au véritable rôle de l'armée américaine dans cette affaire ont émergé. Une photographie prise pendant la destruction, publiée dans l'Evening Standard, avait été volontairement retouchée pour faire croire à une foule massive et compacte. Un article du Los Angeles Times déclarait de son côté que c'était un colonel de l'armée américaine qui avait lancé l'assaut sur la statue, et pas des Irakiens. L'équipe de soutien psychologique aux militaires a ensuite utilisé des haut-parleurs pour inciter les Irakiens à démolir la statue. Cet élan populaire a ensuite été interprété comme la vengeance d'un peuple contre son dirigeant. D'après Tim Brown pour Globalsecurity.org, « Ce n'avait pas été totalement orchestré par Washington, mais ce n'était certainement pas une opération spontanée irakienne ». Pour Robert Fisk, la démolition de la statue est « L'opportunité photographique la plus mise en scène depuis Iwo Jima ».

## Héritage
La destruction de la statue de Saddam Hussein a été comparée à un évènement ultérieur survenu durant la Révolution hongroise de 1956, lorsqu'une statue de Staline avait été « décapitée » et détruite jusqu'aux bottes.
Kadhem Sharif Al-Jabbouri, qui avait participé à la destruction de la statue en la frappant avec une masse, a déclaré à BBC News en 2016 qu'il regrettait son rôle dans l'évènement. Al-Jabbouri avait travaillé comme mécanicien motocycliste pour Saddam Hussein avant d'être emprisonné pendant près de deux ans et de voir une quinzaine de membres de sa famille être tués par le régime. Après avoir aidé à renverser la statue, il a été découragé les Américains de couvrir la tête de la statue avec un drapeau de leur pays, leur proposant un drapeau irakien à la place. Il a ensuite critiqué le gouvernement de coalition en Irak, qu'il décrit comme marquée par une accentuation des « luttes internes, de la corruption, des meurtres et des pillages ». Il considère ainsi que « Saddam est parti, mais maintenant à sa place, nous avons 1 000 Saddam »,.